# Lengnau BE
| BE ist das Kürzel für den Kanton Bern in der Schweiz. Es wird verwendet, um Verwechslungen mit anderen Einträgen des Namens Lengnau zu vermeiden. |

Lengnau, auch Lengnau bei Biel, französisch Longeau, ist eine politische Gemeinde im Verwaltungskreis Biel/Bienne des Kantons Bern in der Schweiz.
Neben der Einwohnergemeinde existiert eine evangelisch-reformierte Kirchgemeinde und eine Burgergemeinde.

## Geographie
Die Nachbargemeinden von Norden beginnend im Uhrzeigersinn sind Grenchen, Büren an der Aare, Meinisberg, Pieterlen und Romont BE. Lengnau liegt am Jurasüdfuss im Berner Seeland.

## Politik
Gemeindepräsidentin ist Sandra Huber-Müller von der SP.
Die Stimmenanteile der Parteien anlässlich der Nationalratswahl 2019 betrugen: SVP 34,5 %, SP 20,1 %, GPS 10,1 %, FDP 9,5 %, BDP 8,8 %, glp 5,9 %, EVP 4,5 %, CVP 1,2 %, Capaul 1,2 %, Piraten 1,0 %.

## Geschichte

Luftbild aus 400 m von Walter Mittelholzer (1925)

In Lengnau finden sich Spuren einer Besiedlung durch Steinzeitmenschen. Auf die Römerzeit hin deutet ein kurzes römisches Mauerstück, das bei Grabungen für das Wasserreservoir der Lochbachquelle gefunden wurde. Es bestehen zudem schriftliche Quellen, dass Lengnau vor dem Jahr 1000 bestanden haben muss. Im Jahr 1997 wurde somit das tausendjährige Bestehen von Lengnau gefeiert. Dokumente des Klosters Einsiedeln belegen, dass ein Lampertus dem Kloster im Jahre 997 in Lengnau ein Stück Land geschenkt hat. Es sind die einzigen verlässlichen Hinweise, die von der Gründung einer Siedlung Lengenach zeugen.
Im 11. Jahrhundert gehörte Lengnau unter die Herrschaft der Grafen von Strassberg. Kirchlich gehörte Lengnau zum Bistum Lausanne. 1228 wird Lengnau unter dem Namen Lengieuwa erwähnt und zwar im Zusammenhang mit einer Kirche oder Kapelle, die dem Heiligen Germanus geweiht war. Im Kriege des Herzogs Leopold von Österreich gegen Solothurn 1318 – nur drei Jahre nach der Schlacht am Morgarten – verwüsteten die Freiburger Lengnau. In den Kriegswirren wurde auch die Kirche zerstört.
Graf Imer von Strassberg, der letzte seines Geschlechts, musste seine Herrschaft an Solothurn verpfänden. Politisch teilte die Ortschaft die Schicksale der Strassberg. Lengnau gelangte an die Grafen von Neu-Kyburg. Das Einvernehmen zwischen den Kyburgern und den Städten Bern und Solothurn war seit langem angespannt. Nach der Schlacht bei Sempach eroberten die Berner im Jahre 1388 Büren, und damit fiel auch Lengnau an Bern.

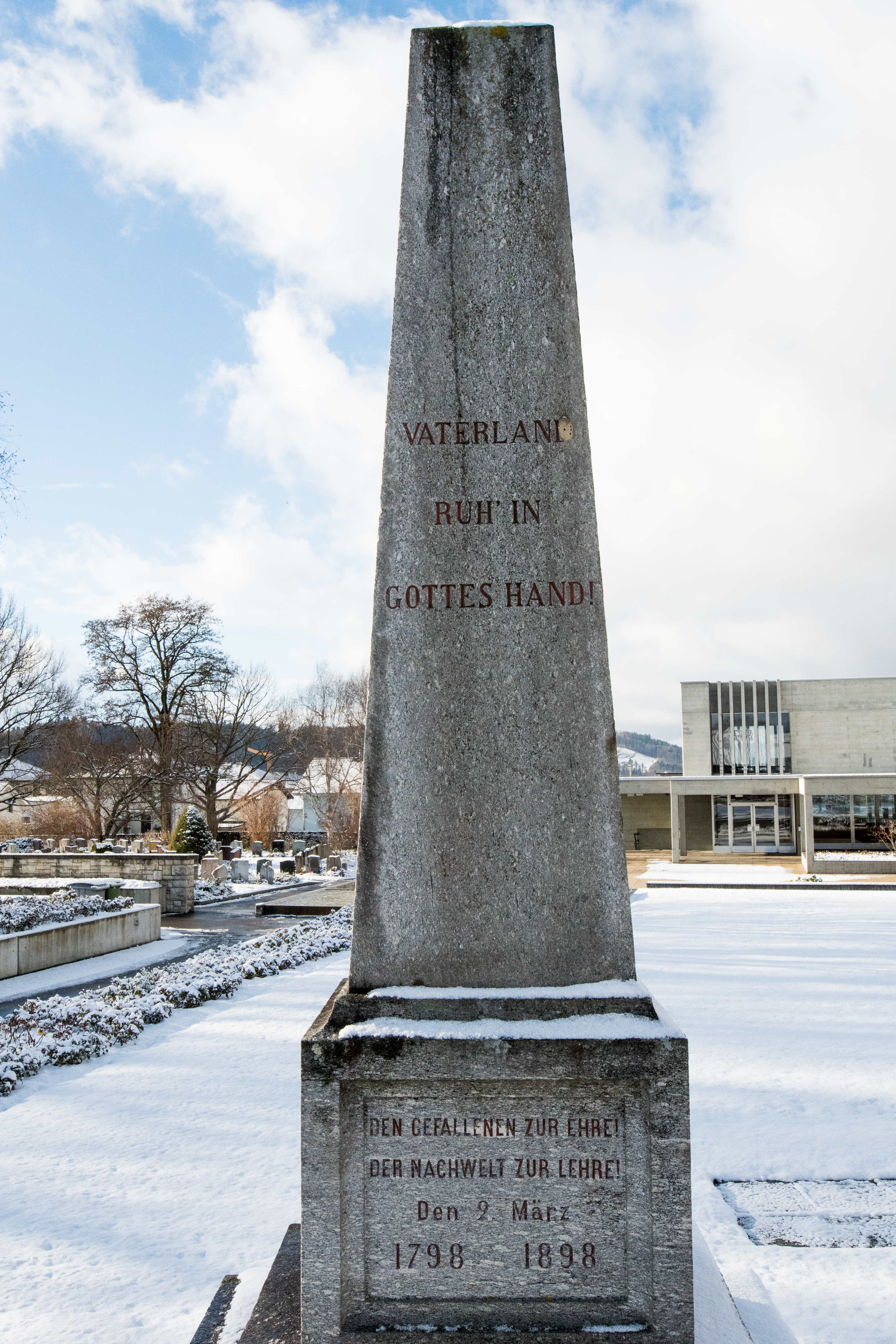
Denkmal (1898 eingeweiht) auf dem Friedhof Lengnau für die Gefallenen des Gefechts bei Lengnau vom 2. März 1798 (Franzoseneinfall)

Im Jahr 1798 fielen die Franzosen in die Alte Eidgenossenschaft ein (siehe Franzoseneinfall). Am frühen Morgen des 2. März 1798 griffen französische Truppen unter General von Schauenburg im Gefecht bei Lengnau die dort stationierten Truppen der Republik Bern an und konnten den Sieg davontragen. Im Jahr 1898 wurde auf dem Friedhof Lengnau ein Denkmal für die Gefallenen dieses Gefechts eingeweiht.
Seit 1917 ist in Lengnau die Firma Schlup & Co, heute Rado, ansässig. Sie fertigte unter anderem Stiftankerhemmungen und Ankerwellen.

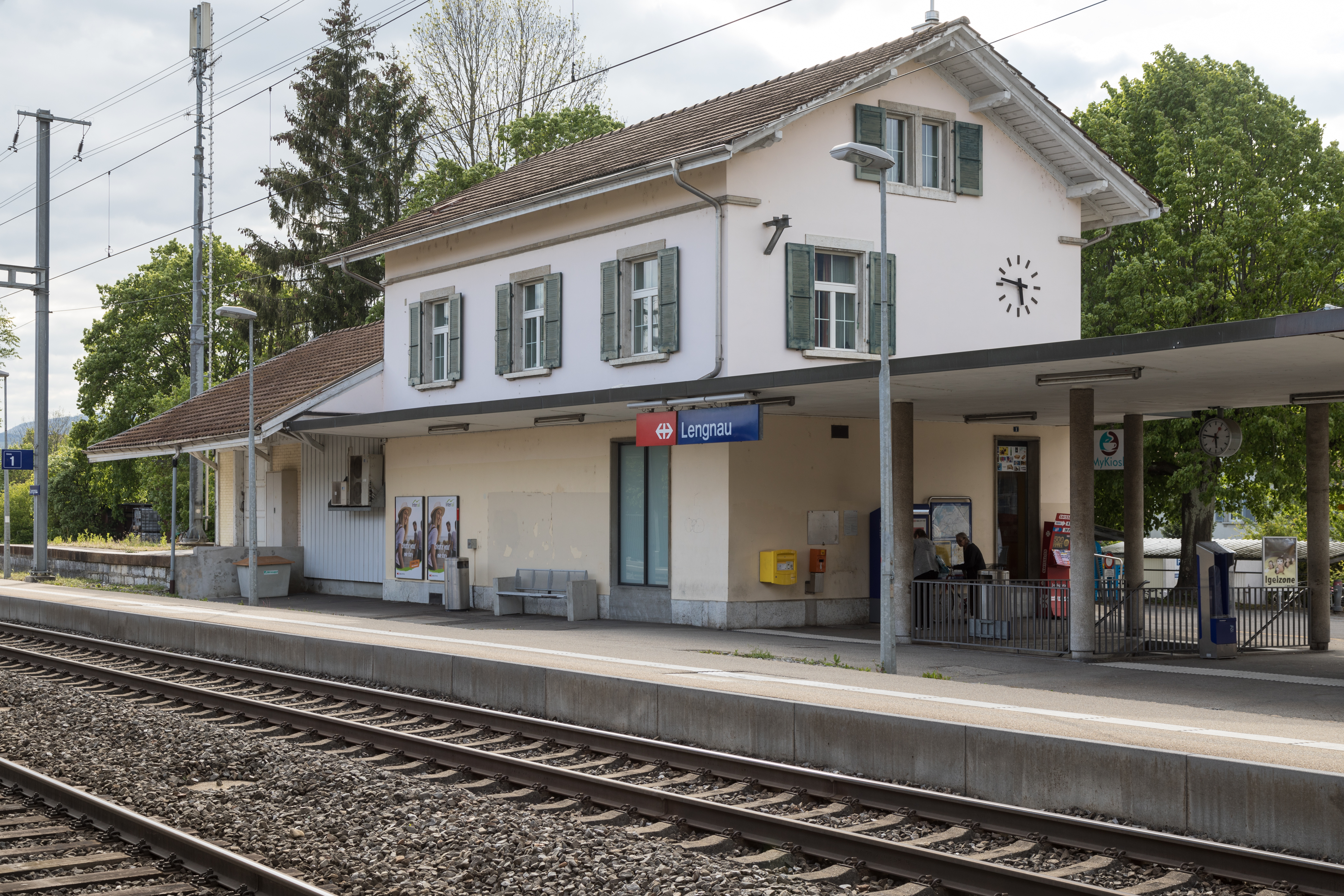
Bahnhof Lengnau

## Verkehr
Lengnau ist an das Eisenbahnnetz angeschlossen. Der Bahnhof liegt an der Jurasüdfusslinie. Die S20 (Biel–Olten) hält tagsüber halbstündlich in Lengnau. Die Zugfahrt nach Biel dauert 11 Minuten. Auf dem Gemeindegebiet von Lengnau fädelt sich die Jurabahn (Biel–Basel) in die Jurasüdfusslinie ein und benutzt diese bis Biel.
Die Buslinie 34 des BGU (Busbetrieb Grenchen und Umgebung) verbindet Lengnau mit Grenchen sowie Pieterlen und Biel-Bözingen. Ein Nachtbus (Moonliner-Linie M30) bedient Lengnau jeweils freitags und samstags.
Lengnau verfügt über einen Autobahnanschluss und ist damit an das schweizerische Autobahnnetz (Autobahn A5) angeschlossen.

## Sport
In Lengnau ist der Fussballverein FC Lengnau ansässig, der von 1956 bis 1960 in der Nationalliga B vertreten war.

## Partnerschaften
Die Gemeinde pflegt Partnerschaften mit Monteroni di Lecce (Italien) und Strakonice (Tschechien), sowie mit Lengnau AG im Kanton Aargau.

## Persönlichkeiten
- Robert Bratschi (1891–1981), Politiker, Gewerkschafter und Bahnbeamter
- Emil Schibli (1891–1958), Buchhändler, Lehrer und Schriftsteller
- Walter Egger (1895–1991), Journalist und Politiker
- Max Schlup (1917–2013), Architekt
- Sascha Ruefer (* 1972), Sportreporter, TV-Moderator und Showmaster, wuchs in Lengnau auf

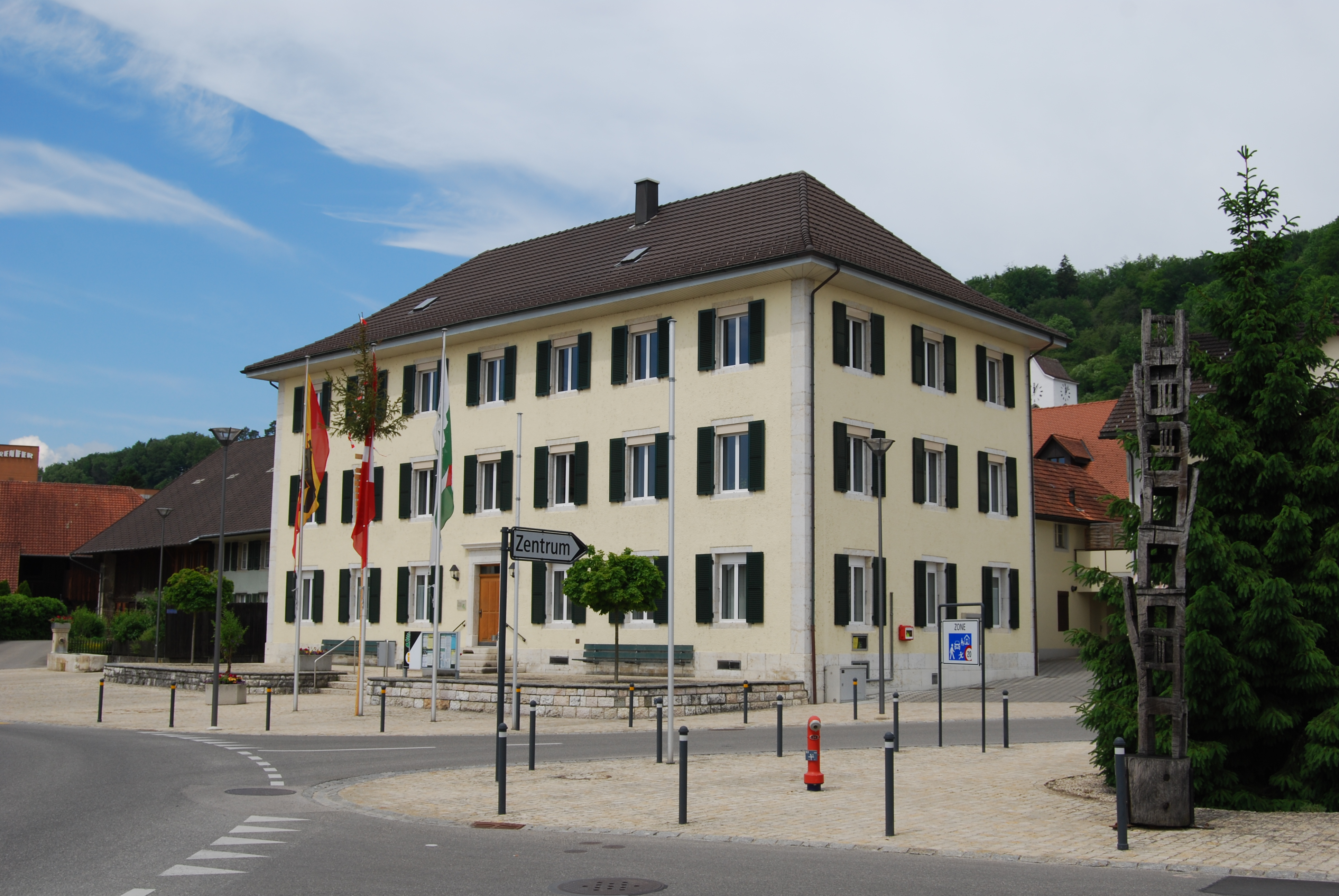
Gemeindehaus am Dorfplatz

- Adrian Spahr (* 1994), Politiker (SVP)

## Bilder

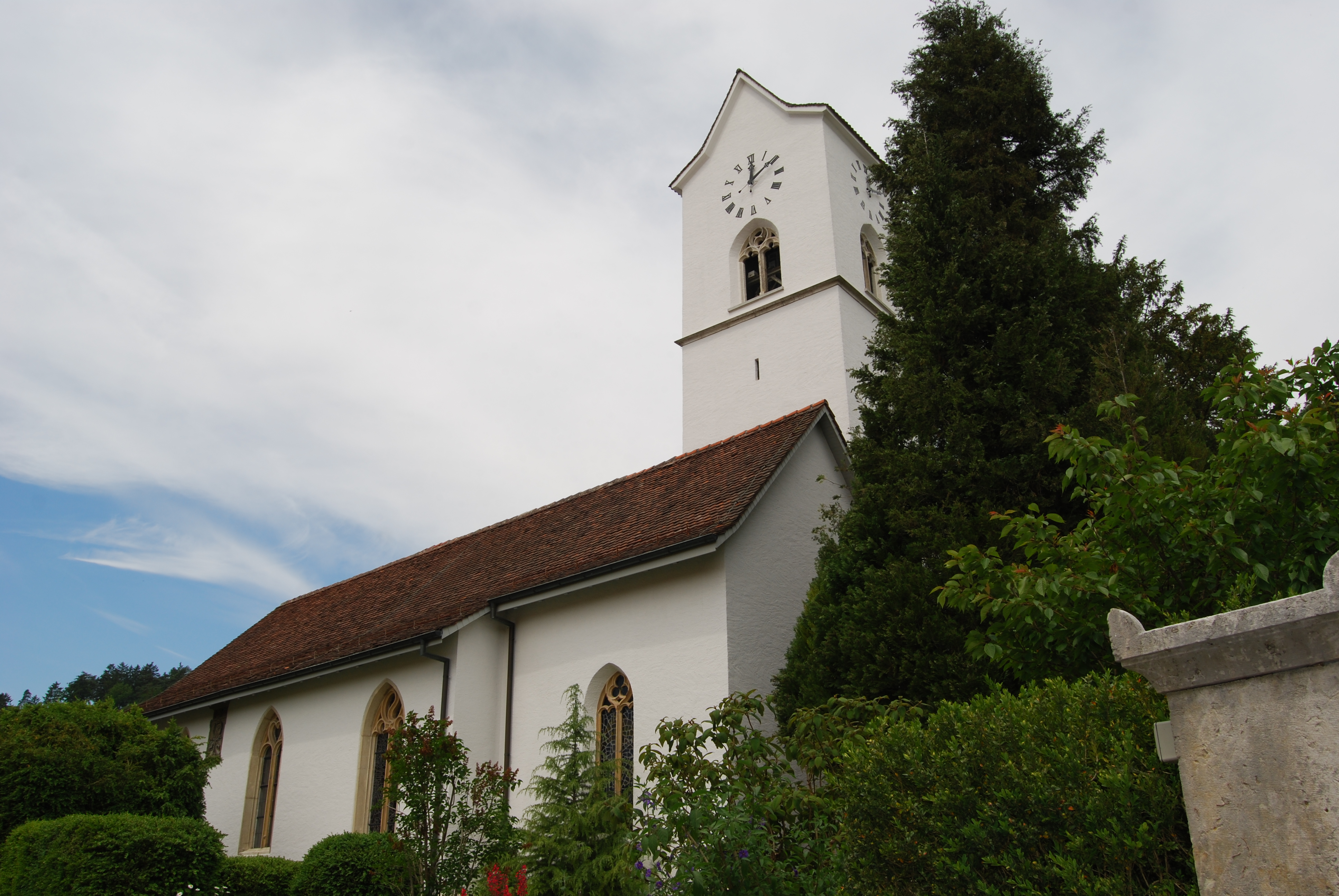
Evangelisch-reformierte Kirche von Lengnau
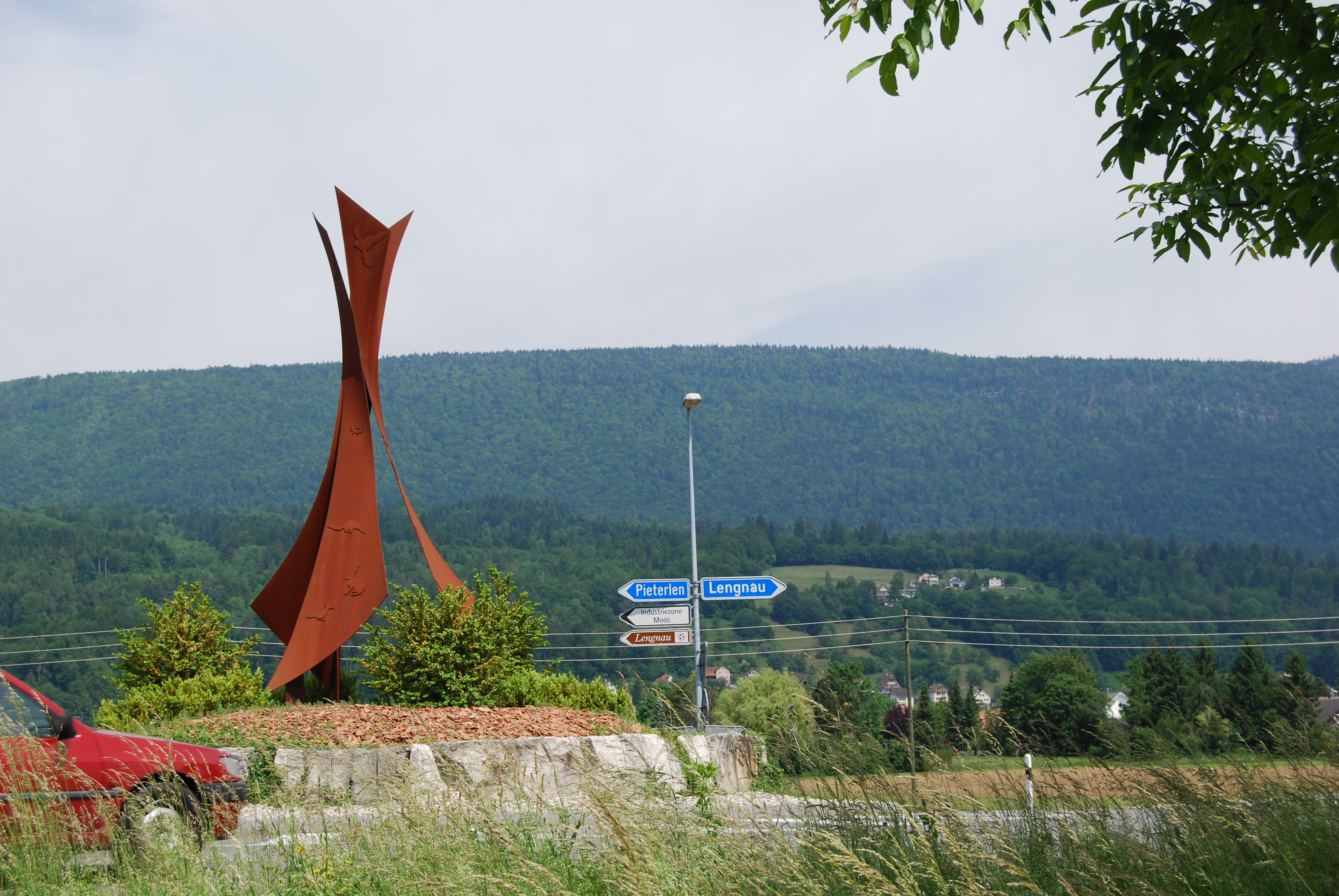
Verkehrskreisel nach der Autobahnausfahrt
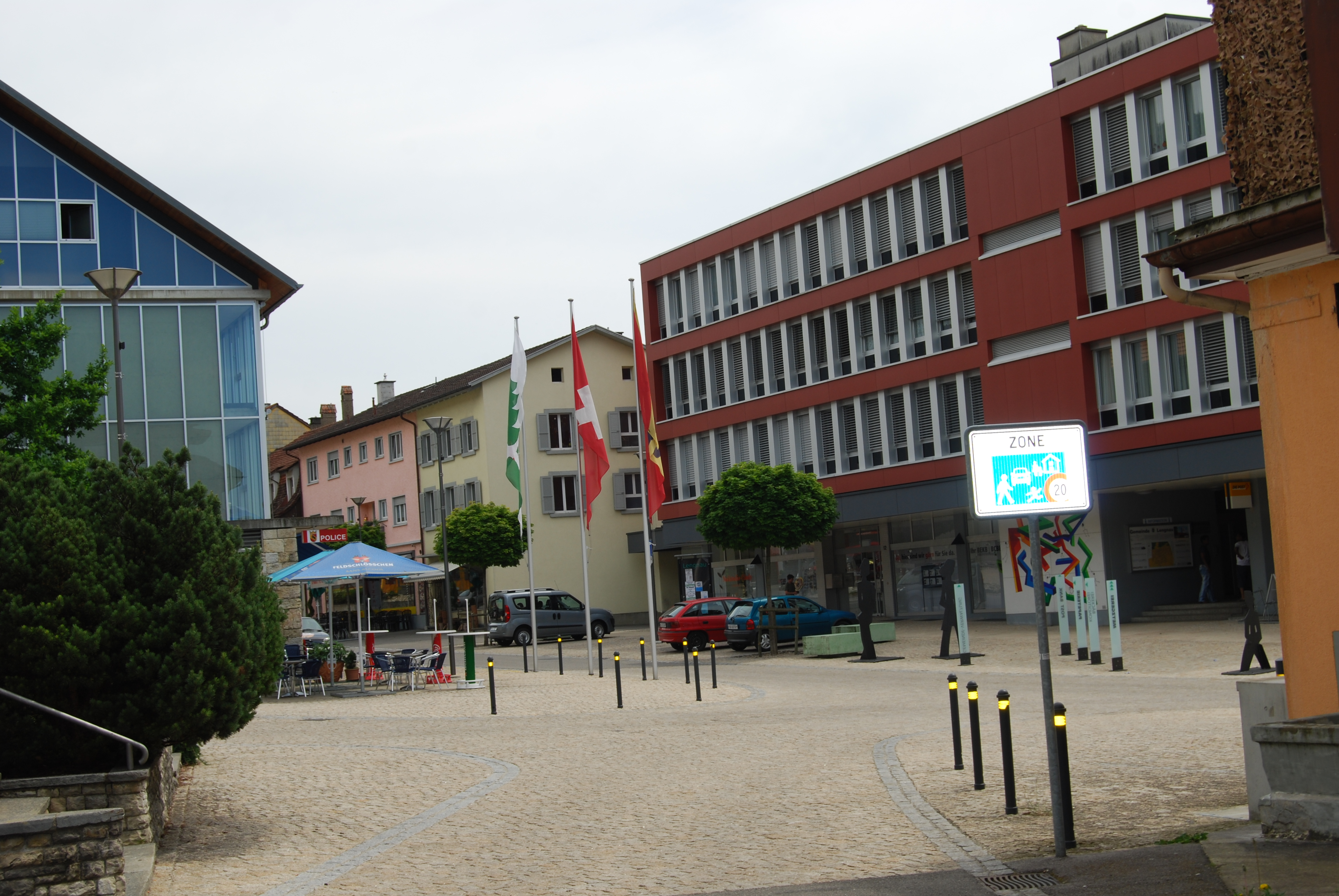
Dorfzentrum
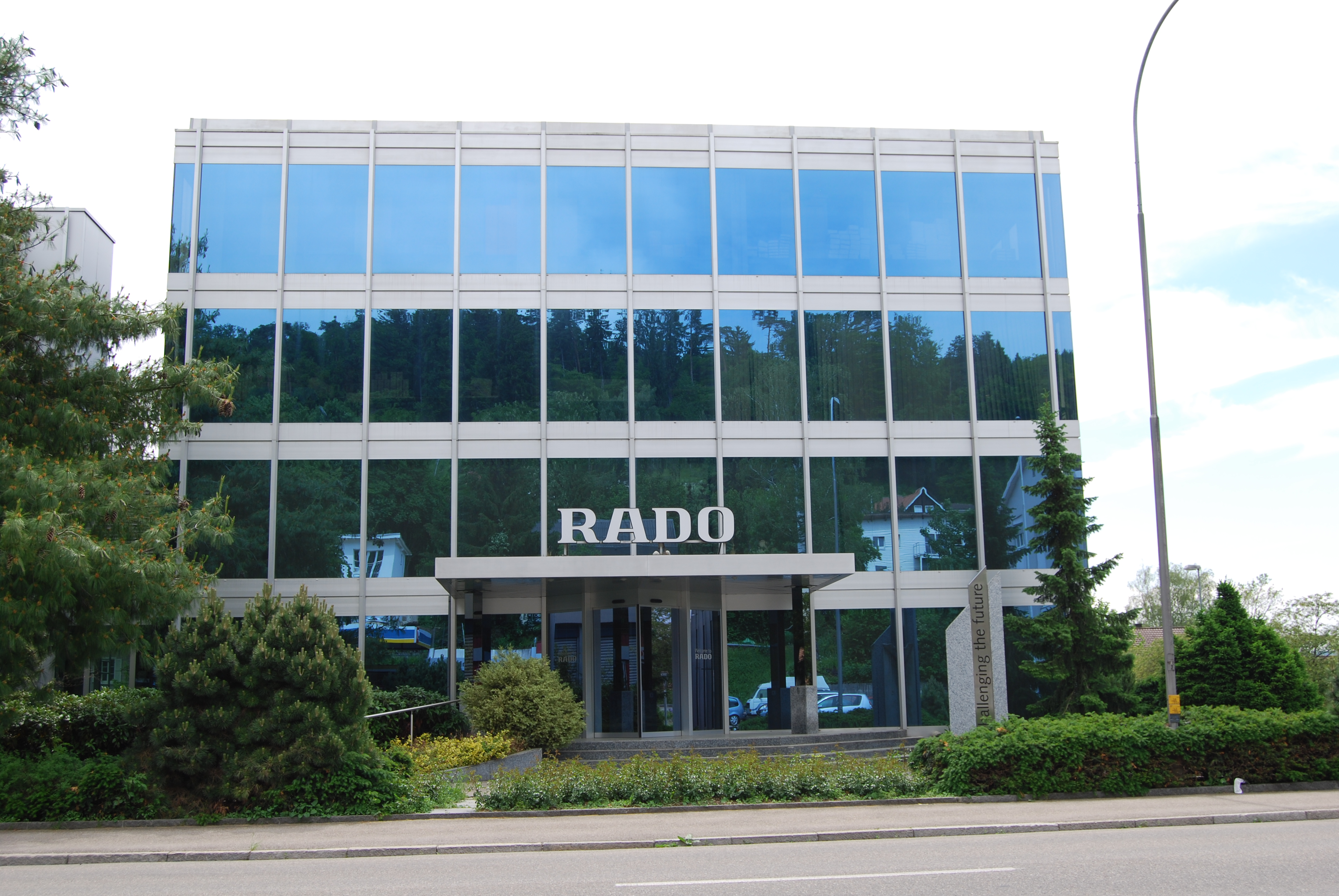
Sitz der RADO in Lengnau
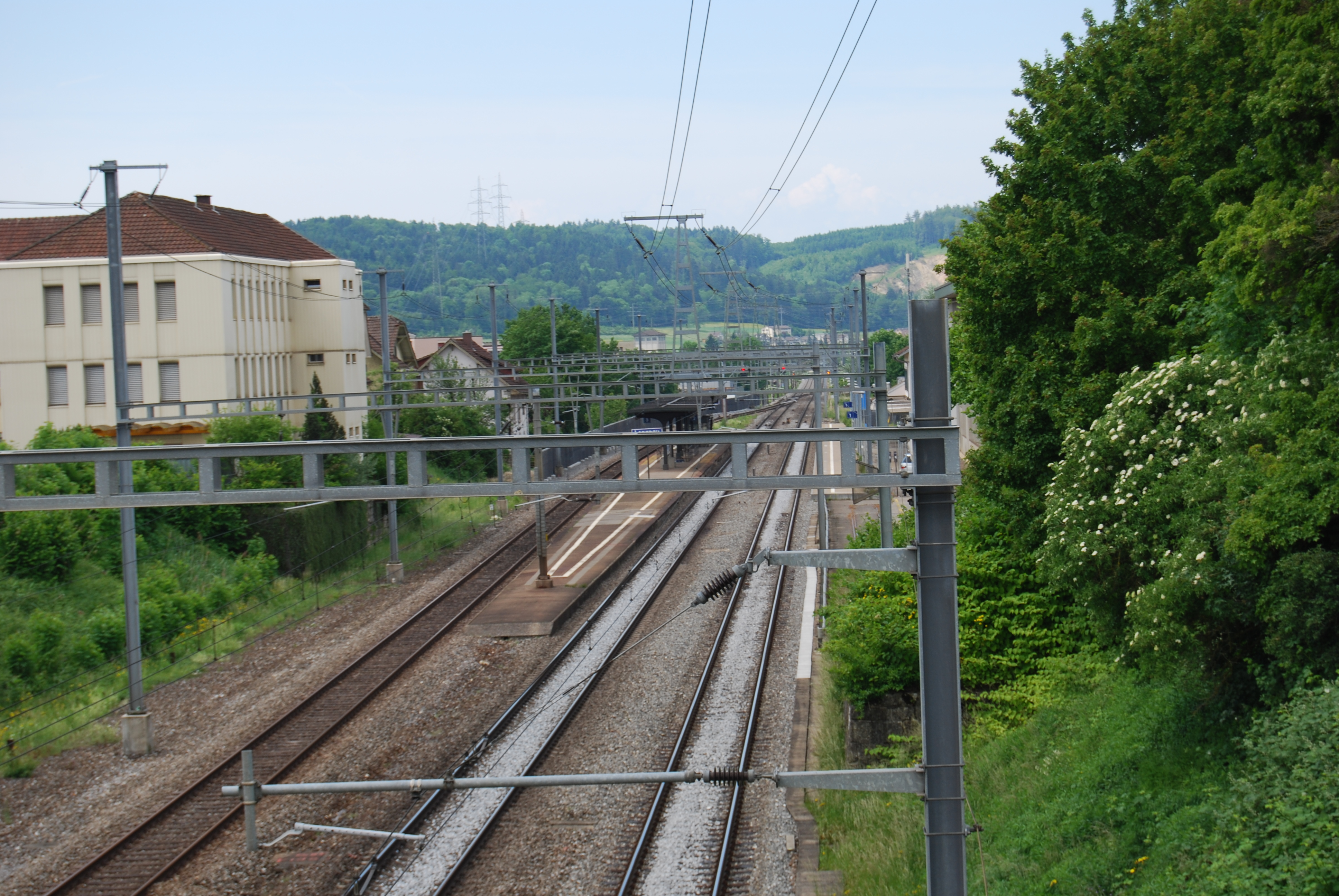
Bahnhof Lengnau
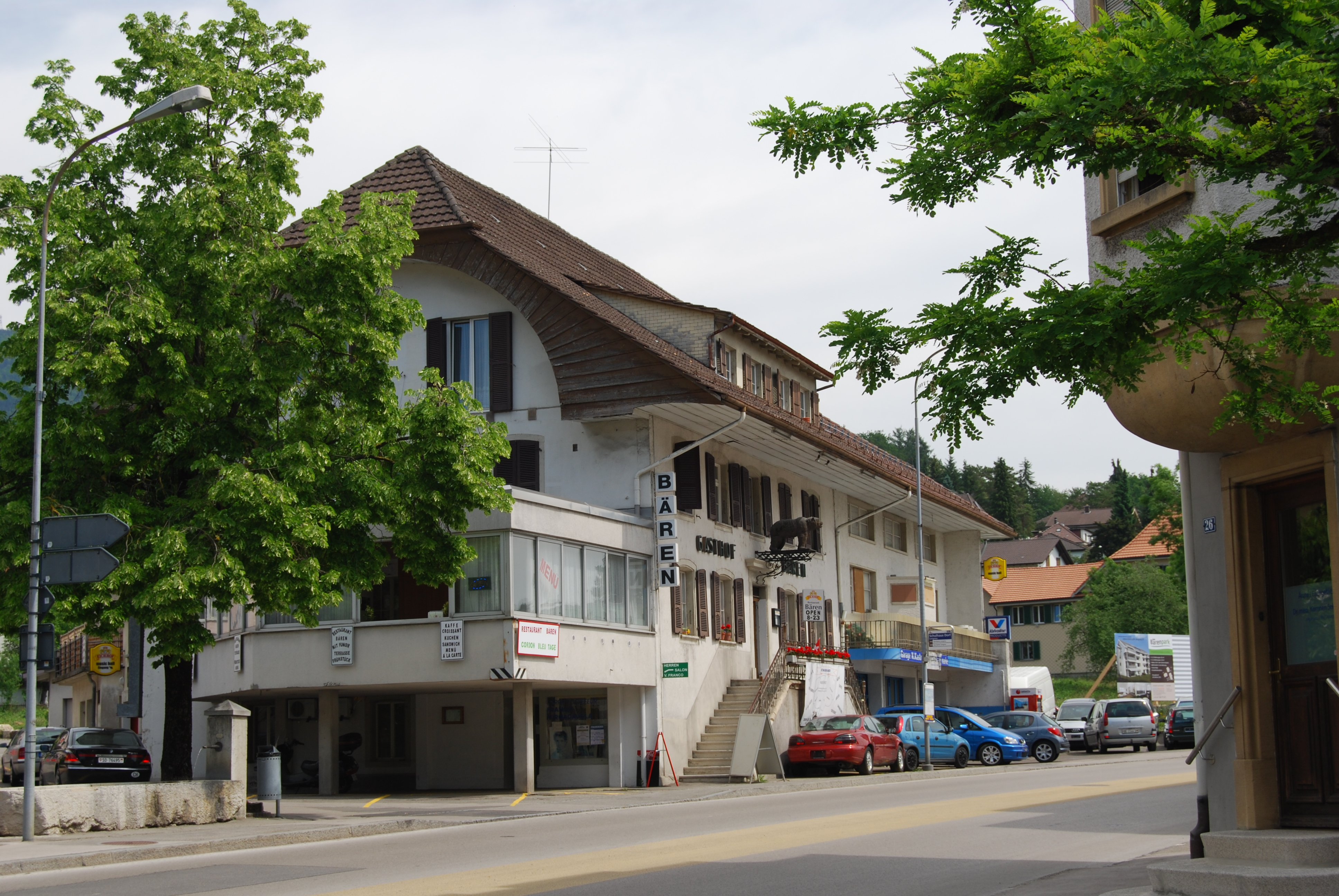
Gasthof Bären
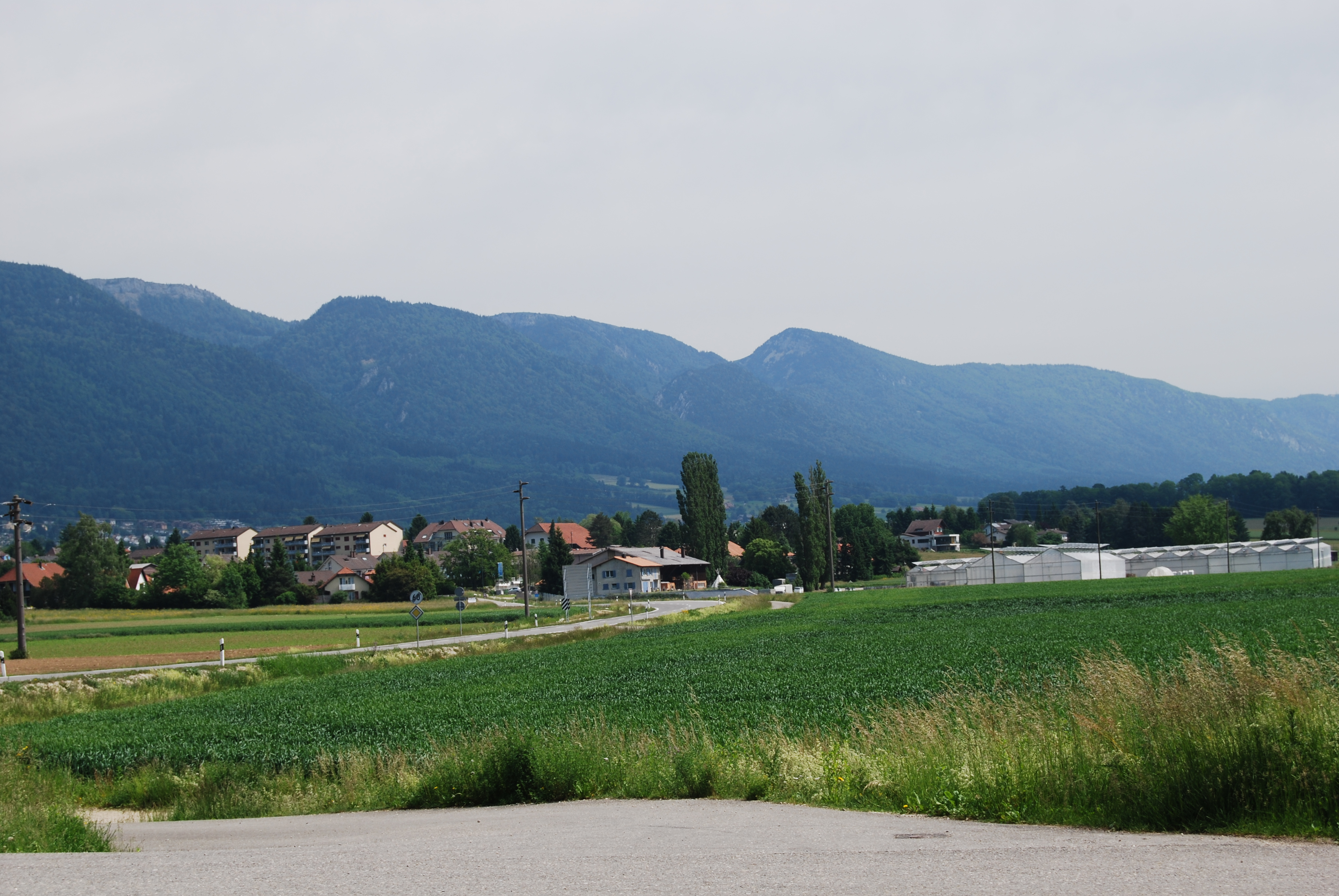
Sicht von Süden, im Hintergrund der Jurasüdfuss